# Balog Emil
Balog Emil, születési és 1888-ig használt nevén Bleyer Emil, névváltozata: Balogh (Kecskemét, 1872. augusztus 1. – London, 1963) mérnök, Balogh Tamás (1905–1985) közgazdász, gazdaságpolitikus apja.

## Életpályája
Balog (Bleyer) László (1841–1928) textiláru-kereskedő, a kecskeméti Chevra Kadisa elnöke és Schwarcz Lina (1851–1906) fiaként született zsidó családban. A Kecskeméti Magyar Királyi Állami Főreáliskolában érettségizett (1889). Felsőfokú tanulmányait a Magyar Királyi József Műegyetemen végezte, ahol 1894-ben szerzett oklevelet. 1894–1896-ban tevékenyen részt vett a budapesti lóvasút villamos üzemre való átalakításában. 1895. február 1-jén Steller Antal javaslatára a Magyar Mérnök- és Építész-Egylet rendes tagjává választották. Ugyanebben az évben a Magyar Királyi Államvasutak szolgálatába lépett, de néhány hónappal később a Siemens és Halske elektrotechnikai cég alkalmazásában állt. 1896 májusától a Budapesti Közúti Vaspálya-társasághoz került. 1907-ben a Gonda Béla által alapított Gazdasági Mérnök című hetilap segédszerkesztője volt. Az első világháborúban mint népfölkelő hadnagy (1917 augusztusától főhadnagy) a budapesti erődítmény építési igazgatóságnál szolgált. A háború ideje alatt a Budapesti Közúti Vaspálya társaság igazgatósága felügyelővé nevezte ki (1915). A Budapest Székesfővárosi Közlekedési Részvénytársaság megalakulása után a cég igazgatóhelyettese lett. 1931. szeptember 30-án saját kérelmére nyugalomba vonult. Mintegy két évtizedig a Vasuti és Közlekedési Közlöny állandó munkatársa, a Gutenberg nagy lexikon, illetve az Uj Idők lexikona szerkesztőségének tagja volt.
Felesége Lévy Éva (1879–1954) volt, Lévy Bernát filológus és Kleinmann Mina lánya, akivel 1904. április 9-én Budapesten, a Terézvárosban kötött házasságot. Sógora Lévy Lajos (1875–1961) belgyógyász.
Gyermekei:
- Balogh Tamás (1905–1985) közgazdász
- Balogh Dénes György (1912–?)

## Művei (válogatás)
- A frankfurti villamos városi vasút. (Polytechnikai Szemle, 1899, 7.)
- A Simplon-alagút. (Polytechnikai Szemle, 1899, 24.)
- A Gornergrat vasútja. (Polytechnikai Szemle, 1899, 31.)
- Az amerikai villamos vasutak üzeméről. (Polytechnikai Szemle, 1899, 32.)
- A Jungfrau vasútja. (A Magyar Mérnök- és Építész-Egylet Közlönye, 1903, 6.)
- Huszonöt év az elektromos vasutak történetéből. (1905)
- Az elektromos vasúti üzem előnyei. (Építő Ipar, 1906, 48.)
- A sínek kagylós kopása. (A Magyar Mérnök- és Építész-Egylet Közlönye, 1911, 13., 181–189. o.)
- A sínek kagylós kopásáról. (Gazdasági Mérnök, 1914, 18.)
- Közúti vasúti balesetek elhárítása. (Vasuti és Hajózási Hetilap, 1927, 9–12.)
- A BESZKÁRT-ról. (Budapest, 1932)
- Budapest közúti vasúti közlekedésének fejlődése 1865–1922 és a Beszkárt tíz éve 1923–1933. Kőhalmy Józseffel. (1934)
- A budapesti közúti villamosvasút díjszabása. (A Magyar Mérnök- és Építész-Egylet Közlönye, 1937, 71. évfolyam, 23–26. szám)

## Díjai, elismerései
- Koronás Arany Érdemkereszt a vitézségi érem szalagján (1918)[12]